# Kleště

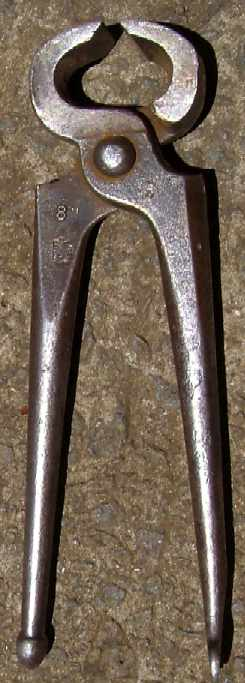
Štípací kleště

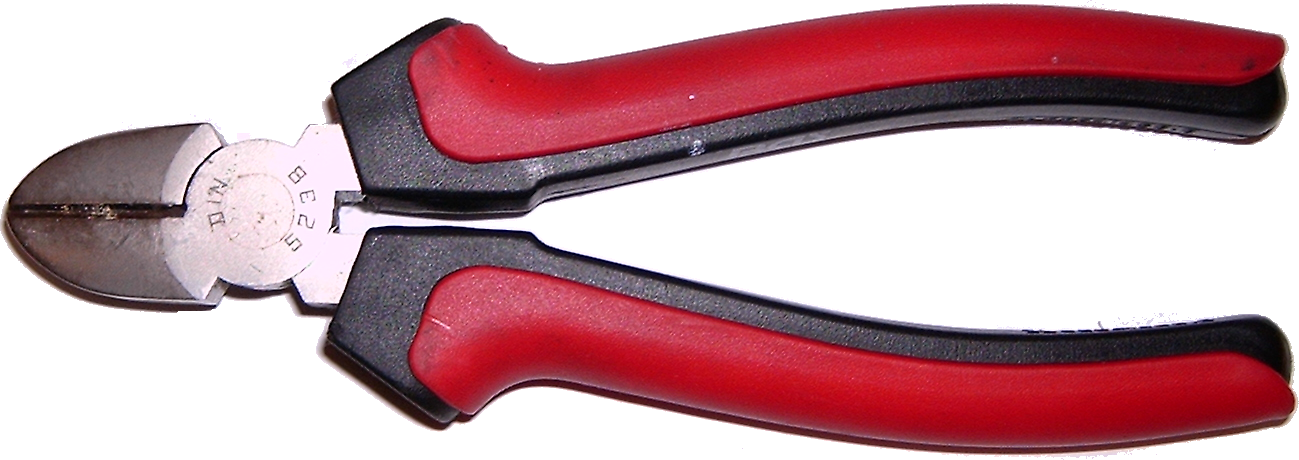
Dnešní podoba štípacích kleští.

Síla F2 působící na stisknutý předmět je díky principu páky větší než síla
F1 vyvíjená na rukojeť.

Kleště jsou, v závislosti na provedení čelistí, nástroj k uchopení, držení, ohýbání a dělení předmětů. Využitím principu nerovnoramenné páky zvyšují sílu, kterou je předmět držen. Příbuzným nástrojem kleští jsou nůžky.

## Etymologie
Slovo kleště má velmi starý, praslovanský původ ve slově klěšča. Předpokládá se, že vznik tohoto nástroje souvisí s metalurgií (lití bronzu, kovářství železa). Kleště nemají žádnou souvislost (etymologickou ani věcnou) s kleštěním (kastrací) domácích zvířat ani se slovem kleštěnec.

## Druhy kleští
Základní, nejpoužívanější druhy kleští jsou štípací, určené ke štípání (střihání) tvrdých materiálů malého průřezu, a kombinované, které mají část čelistí plochou rýhovanou k uchopování a malou část určenou ke štípání. Dále se také požívají kleště sika (sikovky), které mají nastavitelnou vzdálenost čelistí a umožňují uchopení předmětů většího průměru.

### Univerzální kleště
- štípací kleště (tzv. štípačky)
  - čelní štípací kleště (tesařské)
  - stranové štípací kleště
- kombinované kleště (tzv. kombinačky)
- kleště sika či siko, sikovky
- ploché kleště

### Řemeslnické kleště
- sklenářské kleště – zhotovené z řemeslnických, jedna čelist je o 3 mm posunutá
- elektrikářské kleště
  - odizolovací (stripovací) kleště pro elektrikáře
  - krimpovací kleště
    - lisovací kleště na kabelová oka

  - stahovací kleště
- segrovky pro instalaci a sejmutí pojistných kroužků (tzv. segrovka)
- kovářské kleště
- instalatérské kleště
- dlaždičské kleště
- hutnické kleště
- cihlářské kleště-uchopí naráz 4 až 5 cihel při manipulaci
- zámečnické kleště (neboli tzv. hasák)
- kadeřnické kleště (ondulační kleště)
- kleště na brikety (topičské kleště)
- fotografické klíšťky
- kleště průvodčího
- kancelářské pomůcky na principu kleští
  - proštipovací kleště
  - razítkovací kleště

### Kuchyňské kleště
- kleště na cukr
- louskáček
- drtič česneku (mačkátko na česnek)
- kleště pro vytahování knedlíků

### Lékařské nástroje
- Pinzeta
- Peán
- Zubařské kleště
- Porodnické kleště